# Rook (foguete)

Um foguete Rook.

Rook, é um foguete de sondagem de origem britânica. Usava o motor de mesmo nome, com 323 kN de empuxo,
fabricado pelo Rocket Propulsion Establishment (R.P.E.) em Westcott, Buckinghamshire. Era um veículo de testes para voos supersonicos de modelos de
aviões.

## Características
O Rook, era um foguete de um estágio, com as seguintes características:
- Altura: 5 m
- Diâmetro: 44 cm
- Massa total: 1.200 kg
- Carga útil:
- Apogeu: 20 km
- Estreia: 29 de junho de 1959
- Último: 22 de junho de 1972
- Lançamentos: 15